# Gustavo Adolfo Bécquer

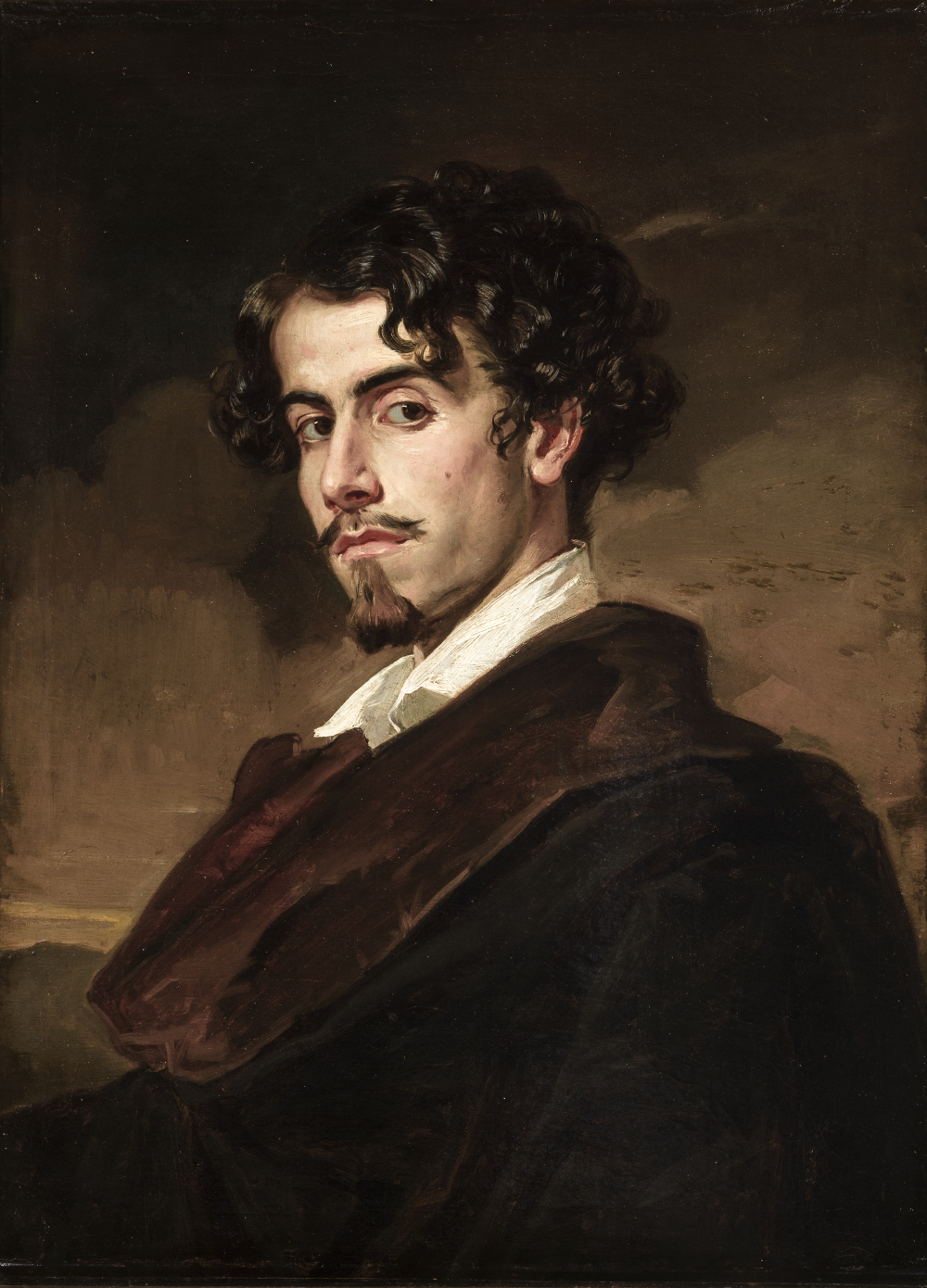
Gustavo Adolfo Bécquer

Gustavo Adolfo Bécquer (thường lấy bút danh: Bécquer; tên thật: Gustavo Adolfo Domínguez Bastida; Bécquer là họ hàng đằng mẹ - những người Đức di cư sang Tây Ban Nha từ thế kỷ XVI) (17 tháng 2 năm 1836 – 22 tháng 12 năm 1870) – nhà thơ, nhà văn Tây Ban Nha, một trong những nhà thơ trữ tình lớn nhất Tây Ban Nha thế kỷ XIX.

## Tiểu sử

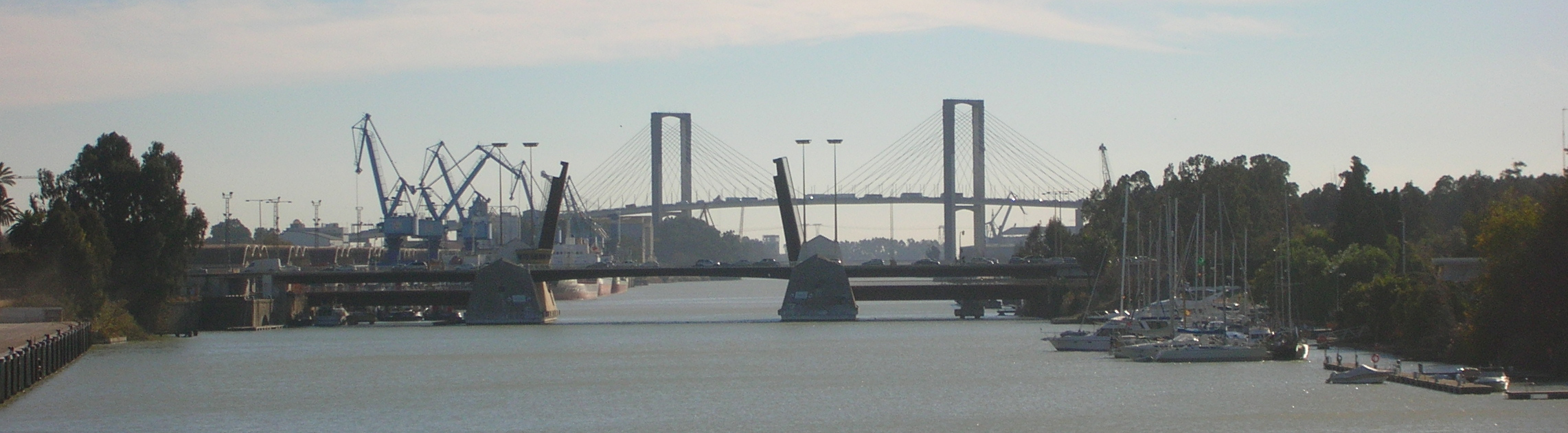
Cảng Sevilla - quê hương Bécquer

Gustavo Adolfo Bécquer sinh ở Sevilla, Tây Ban Nha, là con trai của một họa sĩ. Mồ côi bố mẹ từ nhỏ, ở với gì. Học ở San Telmo's School nhưng chủ yếu là tự học. Năm 1854 lên thủ đô Madrid sống bằng nghề viết báo, soạn kịch và làm thơ. Chịu ảnh hưởng của Lord Byron, Heinrich Heine, E. T. A. Hoffmann, Alfred de Musset. Nhiều năm cùng với em trai là họa sĩ làm sách về lịch sử các tu viện Tây Ban Nha. Năm 1861 Béquer cưới vợ nhưng cuộc hôn nhân không hạnh phúc, đến năm 1868 họ chia tay nhau. Gustavo Adolfo Bécquer mất ở Madrid vì bệnh lao.

## Tác phẩm

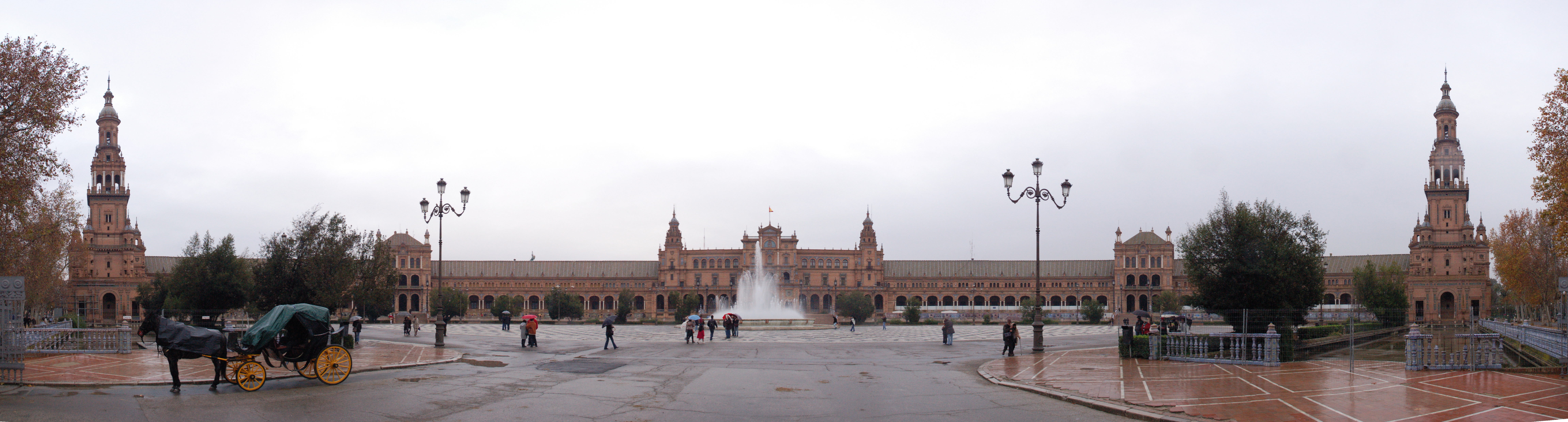
Plaza de España ở Sevilla - quê hương Bécquer

Gustavo Adolfo Bécquer sống một cuộc đời ngắn ngủi và khó nhọc. Chỉ sau khi qua đời, sáng tác của ông mới được đánh giá cao. Thế hệ năm 98 và thế hệ năm 27 thừa nhận thơ của Bécquer là "sự khởi đầu của thơ trữ tình hiện đại Tây Ban Nha". Tập thơ trữ tình Rimas và tập truyện cổ tích hoang tưởng Leyendas của ông được coi là những kiệt tác của văn học Tây Ban Nha và thế giới. Những tác phẩm này được xuất bản thường xuyên ở Tây Ban Nha, được dịch ra hầu hết các thứ tiếng châu Âu và nhiều ngôn ngữ trên thế giới. Sáng tác của Gustavo Adolfo Bécquer có ảnh hưởng đến nhiều nhà thơ lớn của Tây Ban Nha và châu Mỹ Latin thế kỷ XX. Một số bài Rima của Bécquer đã được Nguyễn Viết Thắng dịch ra tiếng Việt.

## Một vài bài thơ

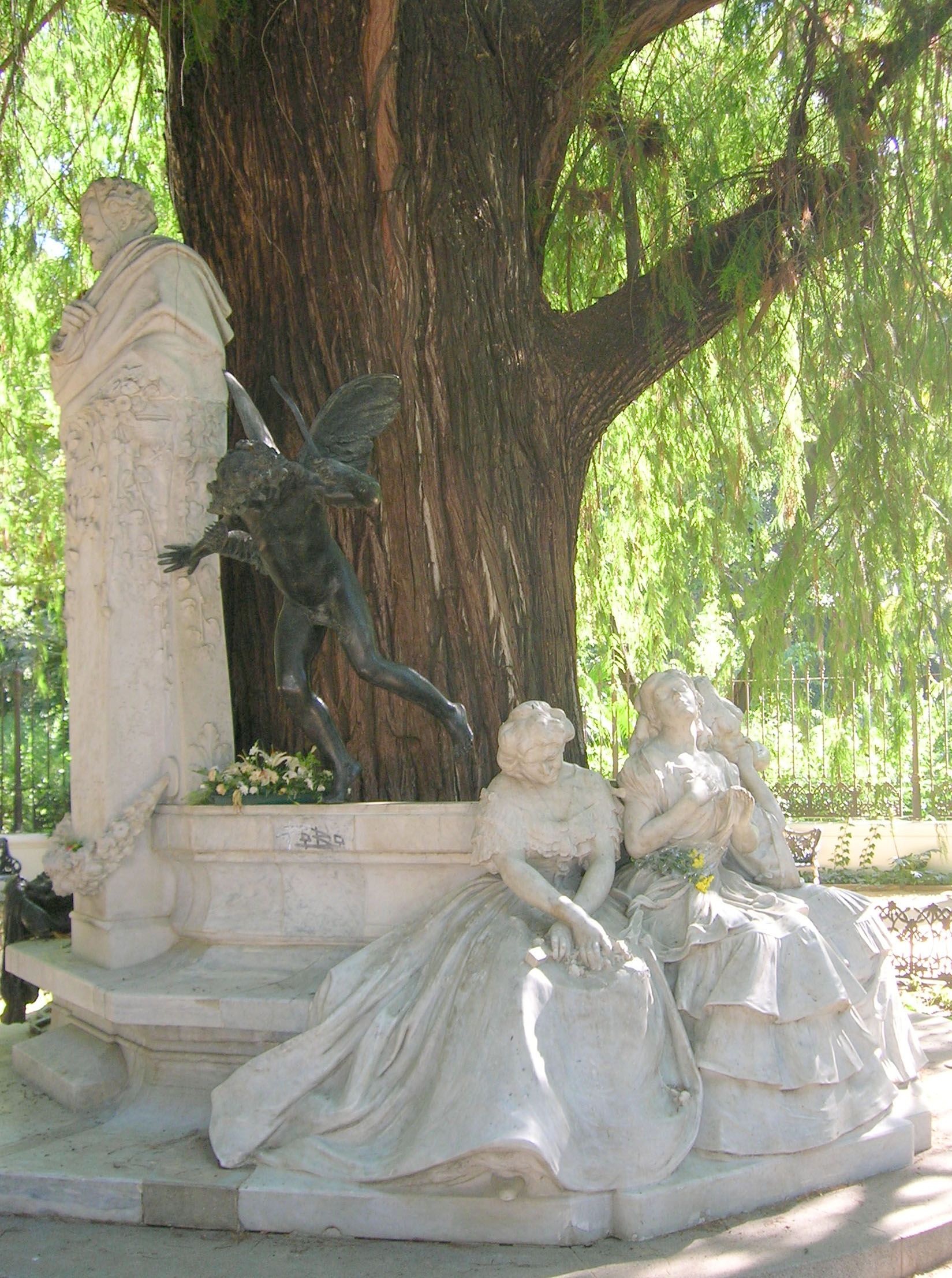
Tượng Bécquer ở Sevilla

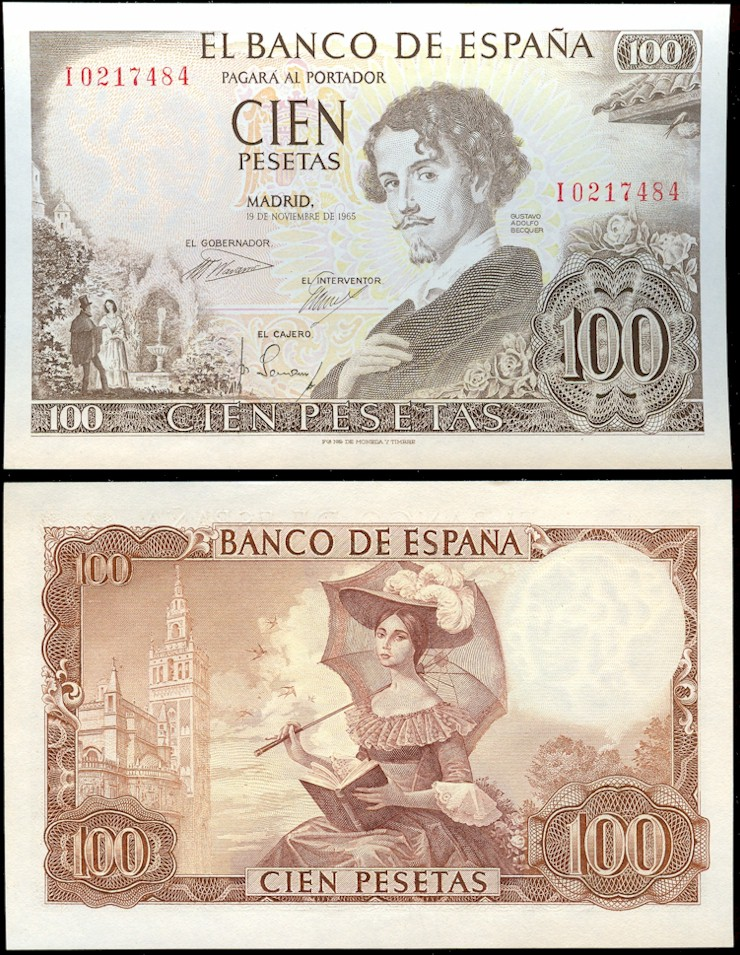
Hình Bécquer trên tiền Tây Ban Nha

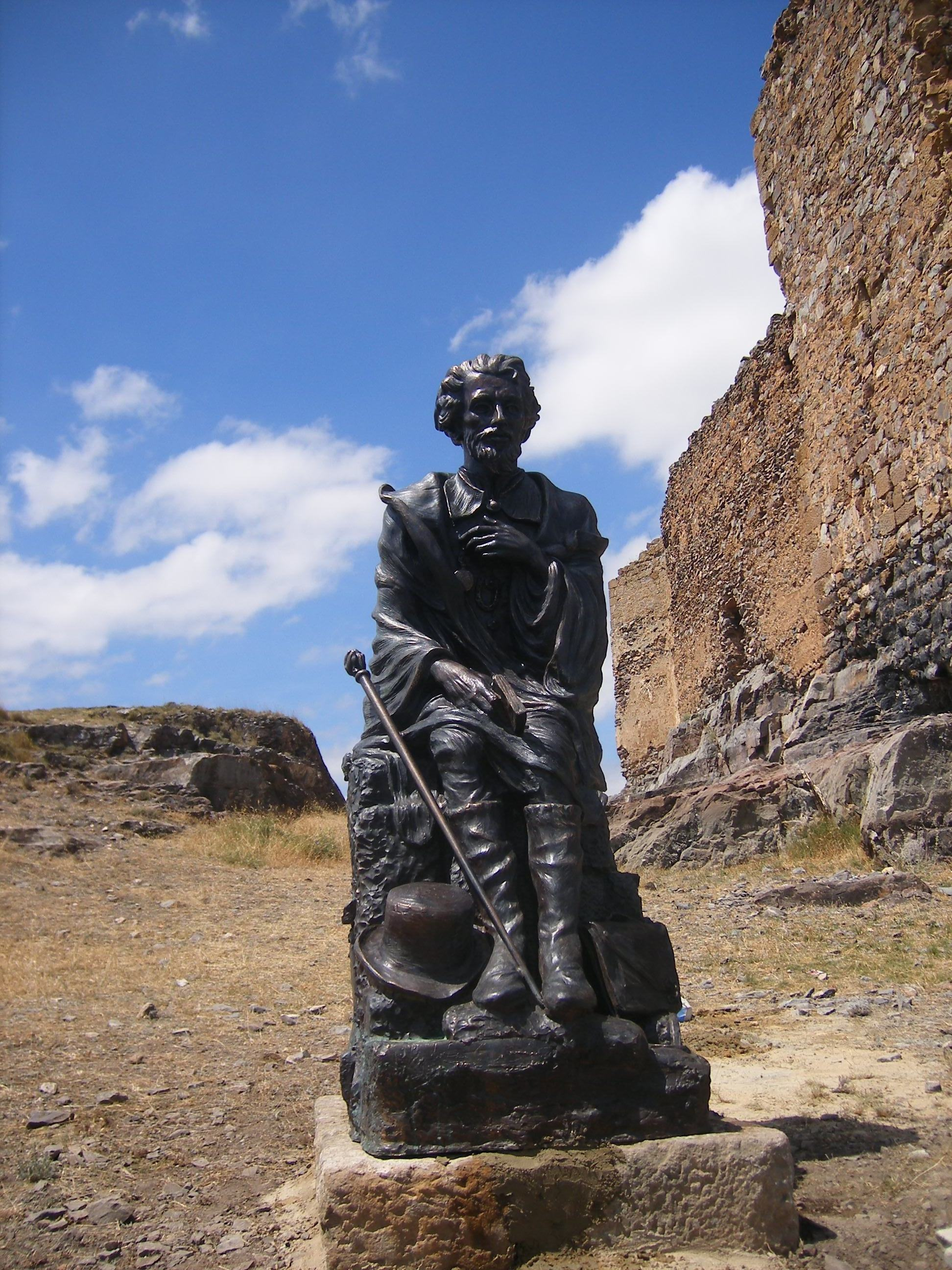
Tượng Bécquer ở Moncayo

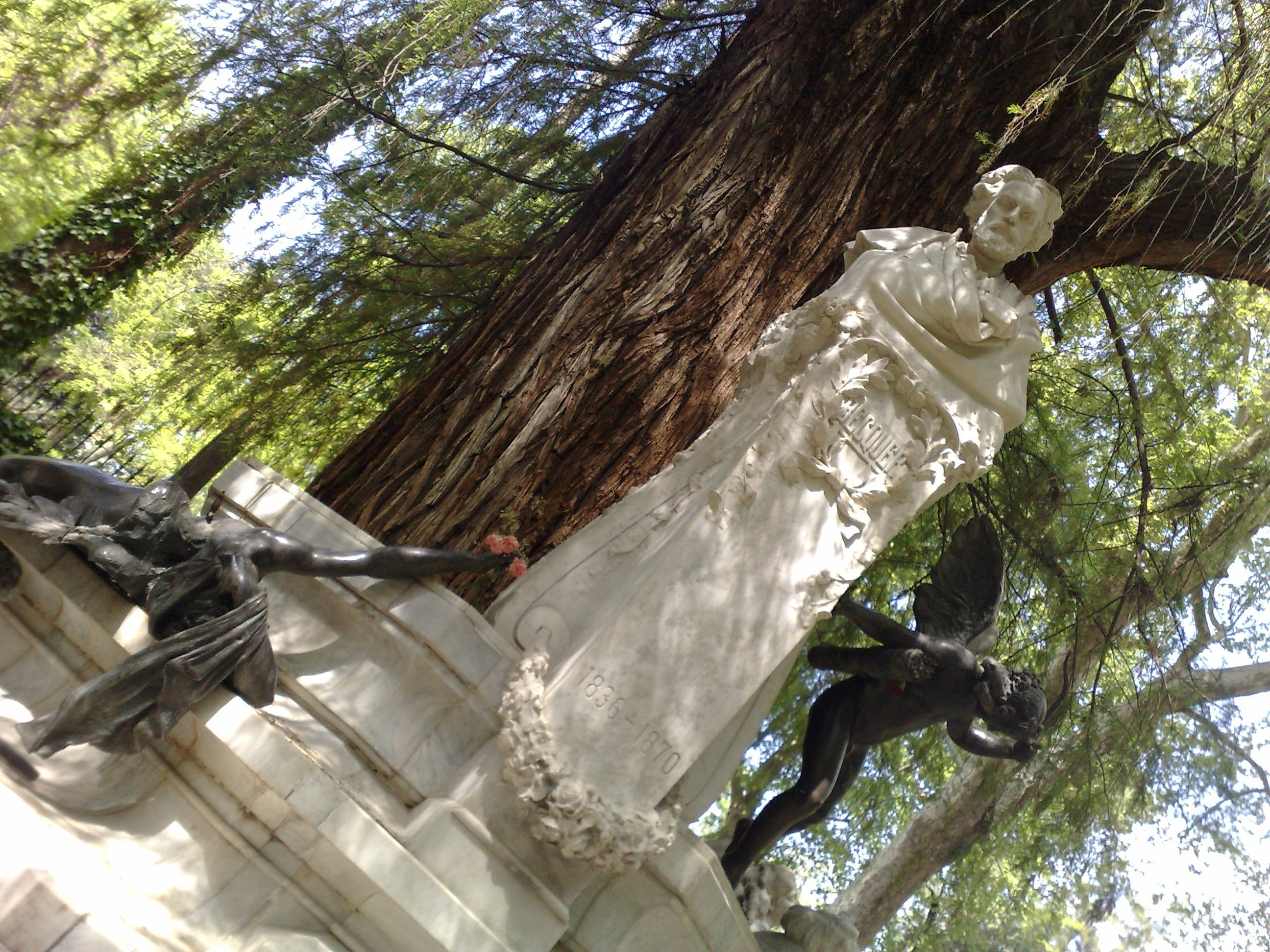
Tượng Bécquer ở Sevilla

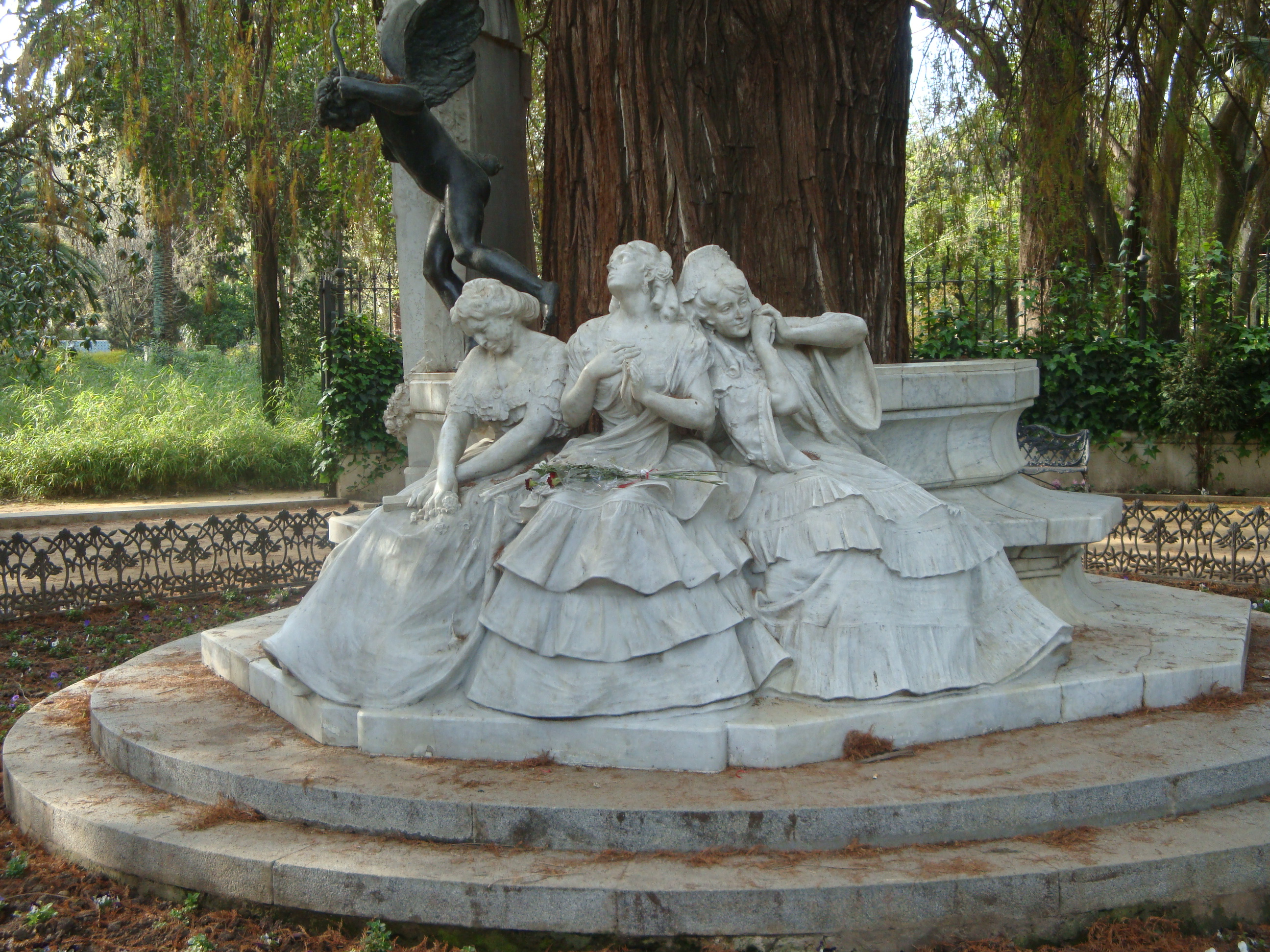
Tượng Bécquer ở công viên María Luisa

| Cô gái mắt xanh Nếu mà em, ơi cô gái mắt xanh Với nụ cười trong ánh nhìn rạng rỡ Thì khi đó chắc là anh cứ ngỡ Ánh mặt trời chiếu trên biển màu xanh. Nếu mà em, ơi cô gái mắt xanh Mỗi khi khóc trên mắt em dòng lệ Thì khi đó lòng anh đây cứ ngỡ Hoa tím bừng như lửa cháy trong sương. Và nếu mà em, cô gái mắt xanh Trong đêm tối bừng lên niềm ao ước Thì ước mơ trong mắt xanh như ngọc Anh ngỡ là sao sáng giữa trời đêm. Sao dòng lệ đem ngăn? Cái nhìn của nàng kiêu sa, đầy nước mắt Còn bờ môi của tôi – cầu nguyện đã sẵn sàng Nhưng niềm kiêu hãnh đã không cho nàng khóc Và tôi một lời đã không thể thốt lên. Chúng tôi đi riêng nhưng, có thể, có một lần Nàng nhớ lại rằng con tim đã từng thắt trong ngực Tôi sẽ tự hỏi mình: "Vì sao ta im bặt?" Còn nàng: "Sao dòng lệ đem ngăn?" Em hãy tin Những con én màu đen, vào tháng Năm Trên những mái nhà bắt đầu làm tổ Và giang cánh, lượn lờ trước phòng em Chúng gõ nhịp, đùa vui bên cửa sổ. Nhưng chim én bay đi không vội vàng Chúng ghen tỵ vì chúng mình hạnh phúc Những con én mà tên ta đã biết Sẽ không quay về, em hãy tin anh. Và kim ngân hoa lại vẫn tươi xanh Mọc sát bên nhau trong vườn sẽ lớn Như ngày ấy, những bông hoa cúi xuống Sẽ long lanh hơn và sẽ đẹp hơn. Còn ngoài kia những giọt sương màu xanh Những giọt sương long lanh trên cành lá Chúng rơi xuống giống như từng giọt lệ Chúng sẽ không về, em hãy tin anh. Em hãy lắng nghe lời nói của tình Những lời nói chẳng làm sao tránh được Em sẽ nghe và lòng em thổn thức Để con tim còn ngủ sẽ bừng lên. Và bây giờ anh quỳ trước mặt em Như con chiên cúi sát mình trước Chúa Anh yêu em chân thành, em hãy tin Yêu như anh, chưa từng ai yêu cả! Hãy yêu nhau em nhé Nếu em muốn để cho mật ngọt này Không trở thành đắng cay và lắng xuống Em hãy dịu dàng ghé sát bờ môi Khẽ thở dài rồi đặt vào trước cổng. Nếu em muốn giữ trong lòng muôn thuở Kỷ niệm ngọt ngào của mối tình ta Thì hôm nay hãy yêu nhau em nhé Để mai nói lời "tha thứ", "chia xa". Vẫn còn nước mắt Mơ gì không nhớ nữa Nhưng giấc mơ thật buồn Buồn lo ngập cõi lòng Khi ta vừa tỉnh ngủ. Đêm đã hành hạ ta Bằng giấc mơ khủng khiếp Chiếc gối kia sũng ướt Bởi nước mắt nhạt nhòa. Chẳng lẽ con tim khóc Đau khổ vậy sao ta Lạy Chúa, có nghĩa là Ta vẫn còn nước mắt! Bản dịch của Nguyễn Viết Thắng | Rima XIII Tu pupila es azul, y cuando ríes, su claridad suave me recuerda el trémulo fulgor de la mañana que en el mar se refleja. Tu pupila es azul, y cuando lloras, las transparentes lágrimas en ella se me figuran gotas de rocío sobre una violeta. Tu pupila es azul, y si en su fondo como un punto de luz radia una idea me parece, en el cielo de la tarde, ¡una perdida estrella! Rima XXX Asomaba a sus ojos una lágrima, Y a mi labio una frase de perdón; habló el orgullo y se enjugó su llanto, y la frase en mis labios expiró. Yo voy por un camino, ella por otro; pero al pensar en nuestro mutuo amor, yo digo aún: ¿por qué callé aquel día? Y ella dirá: ¿por qué no lloré yo? Rima LIII Volverán las oscuras golondrinas En tu balcón sus nidos a colgar, y otra vez con el ala a sus cristales Jugando llamarán. Pero aquellas que el vuelo refrenaban tu hermosura y mi dicha a contemplar, aquellas que aprendieron nuestros nombres... ésas... ¡no volverán! Volverán las tupidas madreselvas de tu jardín las tapias a escalar, y otra vez a la tarde aún más hermosas sus flores se abrirán. Pero aquellas cuajadas de rocío cuyas gotas mirábamos temblar y caer como lágrimas del día... ésas... ¡no volverán! Volverán del amor en tus oídos las palabras ardientes a sonar; tu corazón de su profundo sueño tal vez despertará. Pero mudo y absorto y de rodillas, como se adora a Dios ante su altar, como yo te he querido..., desengáñate, nadie así te amará. Rima LVIII ¿Quieres que de ese néctar delicioso no te amargue la hez? Pues aspírale, acércale a tus labios y déjale después. ¿Quieres que conservemos una dulce memoria de este amor? Pues amémonos hoy mucho y mañana digámonos ¡adiós! Rima LXVIII No sé lo que he soñado en la noche pasada. Triste, muy triste debió ser el sueño, pues despierto la angustia me duraba. Noté al incorporarme húmeda la almohada, y por primera vez sentí al notarlo de un amargo placer henchirse el alma. Triste cosa es el sueño que llanto nos arranca, mas tengo en mi tristeza una alegría... ¡Sé que aún me quedan lágrimas! |

## Becquer đặt nhạc
Rimas của ông đã được rất quan trọng trong việc nghiên cứu âm nhạc của thế kỷ XIX vì thơ của ông là hầu hết các thiết lập để âm nhạc trong toàn bộ lịch sử. Các Rimas có khoảng hai trăm phiên bản đưa vào âm nhạc của các nhạc sĩ như Isaac Albéniz hoặc Joaquín Turina. Quan trọng nhất của tất cả là Rhymes bởi Becquer Isaac Albéniz vì Albéniz là một trong những nhà soạn nhạc vĩ đại nhất của toàn thế giới. Các Rhymes gần đây đã được phát hiện trong hai phiên bản của họ về điểm số, cho loa và cho ca sĩ, và đang được chỉnh sửa như điểm và ghi là "Complete Edition của Becquer Rhymes của nhà soạn nhạc Isaac Albéniz 'lần đầu tiên vào năm 2014.